# Сансеверино, Станислао
Станислао Сансеверино (итал. Stanislao Sanseverino; 13 июля 1764, Неаполь, Неаполитанское королевство — 11 мая 1826, Форли, Папская область) — итальянский куриальный кардинал. Про-губернатор Рима с 12 июля 1815 по 22 июля 1816. Кардинал in pectore с 8 марта 1816 по 22 июля 1816. Кардинал-дьякон с 22 июля 1816, с титулярной диаконией Санта-Мария-ин-Портико-Кампителли с 23 сентября 1816 по 21 марта 1825. Кардинал-дьякон с титулярной диаконией Санта-Мария-ад-Мартирес с 21 марта 1825 по 11 мая 1826.